# Echivalent chimic
Echivalentul chimic este o cantitate de substanță care  substituie, corespunde, echivalează cu 1,008 părți de hidrogen. Se notează cu simbolul E.
Echivalentul chimic reprezintă numărul care arată raportul de combinare al unei substanțe cu 1 gram de hidrogen sau cu 8 grame de oxigen. Echivalentul gram reprezintă cantitatea de substanță exprimată în grame numeric egală cu echivalentul chimic.
Pentru elemente, echivalentul chimic se exprimă prin raportul dintre masa atomică a elementului și valența acestuia.
Pentru oxizi, echivalentul chimic se exprimă prin raportul dintre masa molară a oxidului și produsul dintre numărul de atomi de metal și valența acestuia.
Pentru hidroxizi, echivalentul chimic se exprimă prin raportul dintre masa molară a hidroxidului și numărul de grupări hidroxil.
Pentru acizi, echivalentul chimic se exprimă prin raportul dintre masa molară a acidului și numărul de atomi de hidrogen înlocuiți.
Pentru săruri, echivalentul chimic se exprimă prin raportul dintre masa molară a sării și produsul dintre numărul de atomi de metal din sare și valența acestuia.
În cazul substanțelor care participă la reacții redox, echivalentul chimic se exprimă prin raportul dintre masa molară a substanței și numărul de elctroni transferați (cedați sau acceptați).

## Legea echivalenților chimici
Masele substanțelor care reacționează sunt direct proporționale cu echivalenții lor chimici.